# بوزقوو بالا
بوزقوو بالا (به لاتین: Yuxarı Buzqov، به ارمنی: بزغون Բզղոն) یک منطقه مسکونی در جمهوری آذربایجان است که در شهرستان بابک واقع شده‌است. این روستا ۱۵۴ نفر جمعیت دارد.